# Горній Град
Горній Град (словен. Gornji Grad) — поселення в общині Горній Град, Савинський регіон, Словенія. Висота над рівнем моря: 431,3 м. 